# Brouains
Brouains är en kommun i departementet Manche i regionen Normandie i norra Frankrike. Kommunen ligger i kantonen Sourdeval som tillhör arrondissementet Avranches. År 2022 hade Brouains 140 invånare.

## Befolkningsutveckling
Antalet invånare i kommunen Brouains
| Referens: INSEE |